# HIP 12961 b
HIP 12961 b est une exoplanète en orbite autour de HIP 12961, une naine rouge de 0,67 masse solaire située à environ 75 années-lumière (23 pc) du Soleil dans la constellation de l'Éridan.
Détecté fin 2009 par la méthode des vitesses radiales, son inclinaison sur la voûte céleste demeure inconnue et seule une borne inférieure aux valeurs possibles de sa masse a pu être estimée, cet astre ayant donc une masse d'au moins 0,35 masse jovienne, vraisemblablement assez supérieure à cette valeur.
HIP 12961 b boucle en 51,4 jours une orbite d'excentricité 0,166 dont le demi-grand axe vaut environ 0,25 UA.
Le fait que cette exoplanète, plus massive que Saturne (dont la masse est d'environ 0,30 MJ), orbite autour d'une naine rouge à métallicité 25 % plus élevée que celle de l'environnement immédiat du Soleil (respectivement 85,1 % contre 67,6 % de la métallicité solaire) renforce la tendance observée selon laquelle les géantes gazeuses massives détectées autour des naines rouges sont statistiquement plus nombreuses autour des étoiles à métallicité élevée.